# Слуцка, Инара
Ина́ра Слу́цка (латыш. Ināra Slucka) — советская и латвийская актриса театра и кино, театральный режиссёр.
Родилась 17 декабря 1959 года в латвийском городе Салдусе. В 1982 году окончила отделение драмы Латвийской консерватории. С 1983 года — актриса Латвийского национального театра. Снималась в советских, российских и латвийских кинофильмах и телесериалах.
В 2006 году получила степень магистра искусствоведения и режиссуры в Латвийской академии культуры. Поставила три спектакля для Латвийской национальной оперы.
Преподает актёрское мастерство на вокальной кафедре в Латвийской музыкальной академии имени Язепа Витола.
Входила в состав жюри кинофестиваля «Балтийские дебюты» и отборочного комитета кинофестиваля «Балтийская жемчужина». 

## Фильмография
1. 1983 — Выстрел в лесу — Иева
2. 1984 — Когда сдают тормоза — следователь
3. 1985 — Матч состоится в любую погоду — Геленка
4. 1986 — Свидание на Млечном пути — Астра
5. 1987 — В Крыму не всегда лето — Александра Фёдоровна
6. 1988 — Дом без выхода — Яна
7. 1989 — Загадка Эндхауза — Фредерика Райс
8. 1989 — Русалочьи отмели (мини-сериал) — Валборг Лаурсдоттер, жена Клемета Бенгтсона
9. 1990 — Посредник — доктор, жена инженера Замятина
10. 1991 — Волкодав — Виктория Журавлёва
11. 1992 — Мастер Востока —
12. 1992 — Оплачено заранее —
13. 1994 — Обаяние дьявола —
14. 1995 — Яйцо дракона —
15. 1997 — Бесноватые —
16. 2007 — Стражи Риги — Justine
17. 2007 — Riebums (короткометражный) —
18. 2008 — Крылья ангела — Анастасия Андреевна
19. 2008 — Отдалённые последствия — Ирина Сергеевна
20. 2009– 2011— Последний кордон (телесериал) — Инара Баушкениеце, сестра Фредиса Баушкениекса
21. 2012 — Правила жизни —
22. 2014 — Сын — ведущая предвыборных теледебатов в Финляндии

## Режиссёрские театральные работы
- опера Андриса Дзенитиса «Dauka»[1]
- опера Бруно Скулте «Наследница „Оборотней“»[2]

## Награды, премии, номинации
- «Балтийская жемчужина» (1996) — Лучшая женская роль — за роль в фильме «Сатанинская история» («Змеиное яйцо»)[3][4].
- «Большой Кристап 2009» (кинопремия) — Лучшая актриса второго плана (победа) — за роль в фильме «Стражи Риги»[5][6]
- «Ночь лицедеев 2012» (театральная премия) — Лучшая актриса (номинация) — за роль в спектакле «Прошлым летом, вдруг»[7]